# 4 Heures du Castellet 2023
Navigation
Édition précédente Édition suivante
Les 4 Heures du Castellet 2023, disputées le 16 juillet 2023 sur le circuit Paul-Ricard, sont la trentième édition de cette course, la quatorzième sur un format de quatre heures, et la seconde manche de l'European Le Mans Series 2022.

## Engagés

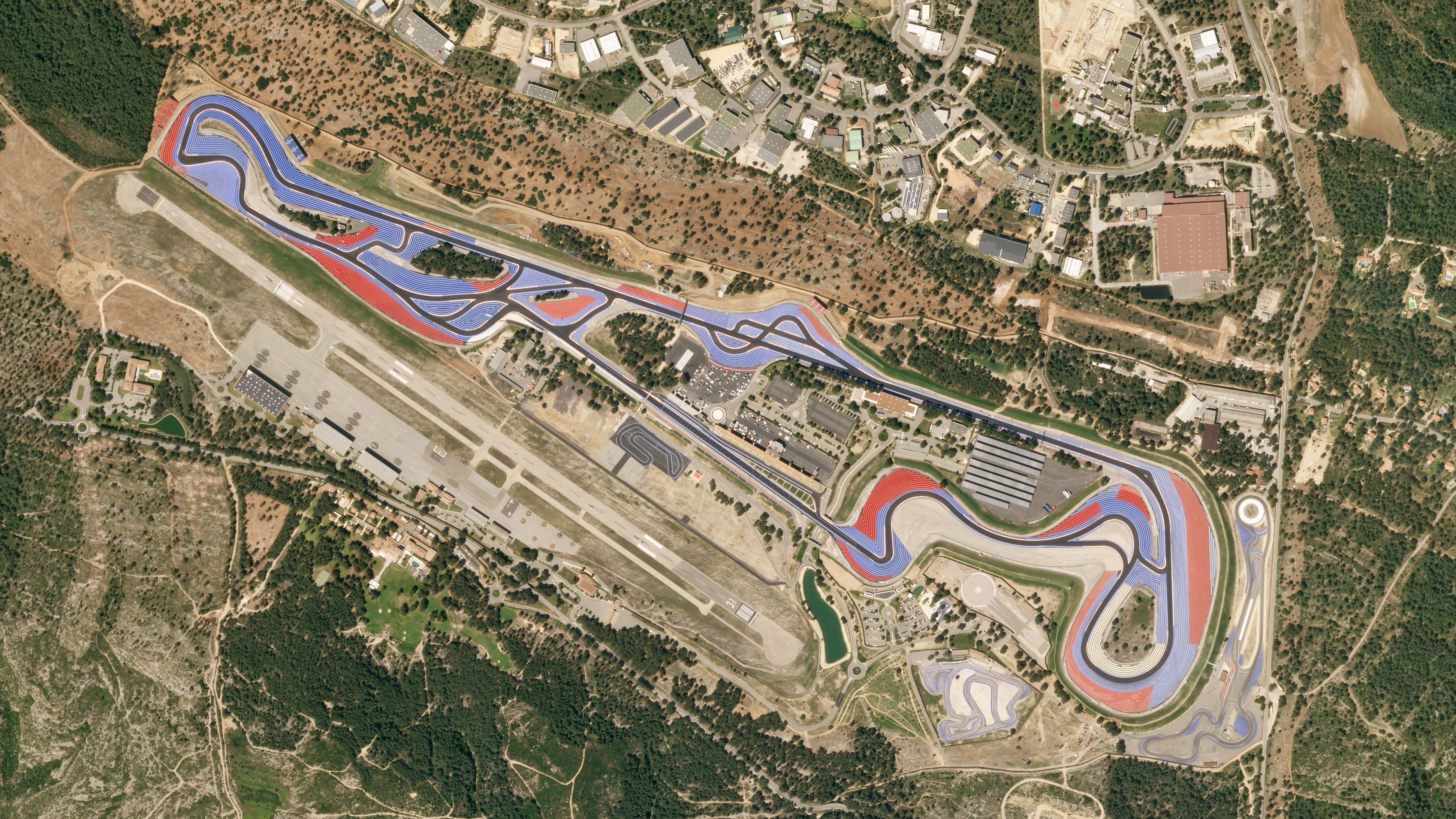
Vue aérienne du Circuit Paul Ricard

La liste officielle des engagés était composée de 42 voitures, 18 en LMP2 dont 11 Pro/Am, 12 en LMP3 et 12 en LM GTE.
Dans la catégorie LMP2, le pilote allemand Alexander Mattschull avait remplacé le pilote danois Dennis Andersen aux mains de l'Oreca 07 n°19 de l'écurie polonaise Team Virage. L'écurie IDEC Sport avait de nouveau la livrée Delage, vu pour la première fois au 24 Heures du Mans 2023. Il est également a noté que l'Oreca 07 n°24 de l'écurie britannique Nielsen Racing lors de ces 4 Heures du Castellet sa troisième livrée différente cette saison. Après deux livrés en or, ce fût en bleu que la voiture a participé à cette épreuve.
Dans la catégorie LMP3, le pilote allemand Matthias Lüthen (en) avait remplacé le pilote britannique Nick Moss aux mains de la Ligier JS P320 n°10 de l'écurie italienne EuroInternational. Le pilote français Jean-Ludovic Foubert avait également remplacé le pilote français Fabien Michal[ aux mains de la Ligier JS P320 n°31 de l'écurie suisse Racing Spirit of Léman.
Dans la catégorie LMGTE, le pilote dannois Nicklas Nielsen avait remplacé le pilote dannois Mikkel Mac aux mains de la Ferrari 488 GTE Evo n°50 de l'écurie dannoise Formula Racing.

## Qualifications
| Pos. | Classe      | N° | Écurie                    | Pilote                | Temps          | Écart      | Grille |
| 1    | LMP2        | 47 | Cool Racing               | José María López      | 1 min 44 s 253 | —          | 1      |
| 2    | LMP2        | 28 | IDEC Sport                | Paul-Loup Chatin      | 1 min s 44.519 | + 0 s 266  | 2      |
| 3    | LMP2        | 65 | Panis Racing              | Job van Uitert        | 1 min 44 s 600 | + 0 s 347  | 3      |
| 4    | LMP2        | 43 | Inter Europol Competition | Olli Caldwell         | 1 min 44 s 742 | + 0 s 489  | 4      |
| 5    | LMP2        | 25 | Algarve Pro Racing        | Alex Lynn             | 1 min 44 s 800 | + 0 s 547  | 5      |
| 6    | LMP2        | 30 | Duqueine Team             | René Binder           | 1 min 45 s 412 | + 1 s 159  | 6      |
| 7    | LMP2 Pro/Am | 34 | Racing Team Turkey        | Salih Yoluç           | 1 min 46 s 178 | + 1 s 925  | 7      |
| 8    | LMP2 Pro/Am | 99 | Proton Competition        | Giorgio Roda          | 1 min 47 s 008 | + 2 s 755  | 8      |
| 9    | LMP2 Pro/Am | 24 | Nielsen Racing            | Rodrigo Sales         | 1 min 47 s 208 | + 2 s 955  | 9      |
| 10   | LMP2 Pro/Am | 3  | DKR Engineering           | Tom van Rompuy        | 1 min 47 s 334 | + 3 s 081  | 10     |
| 11   | LMP2 Pro/Am | 83 | AF Corse                  | François Perrodo      | 1 min 47 s 443 | + 3 s 190  | 11     |
| 12   | LMP2 Pro/Am | 19 | Team Virage               | Alexander Mattschull  | 1 min 47 s 934 | + 3 s 681  | 12     |
| 13   | LMP2 Pro/Am | 37 | Cool Racing               | Alexandre Coigny      | 1 min 48 s 054 | + 3 s 801  | 13     |
| 14   | LMP2 Pro/Am | 81 | DragonSpeed USA           | Henrik Hedman         | 1 min 48 s 236 | + 3 s 983  | 14     |
| 15   | LMP2 Pro/Am | 21 | United Autosports USA     | Daniel Schneider      | 1 min 48 s 430 | + 4 s 177  | 15     |
| 16   | LMP2 Pro/Am | 20 | Algarve Pro Racing        | Fred Poordad (de)     | 1 min 50 s 040 | + 5 s 787  | 16     |
| 17   | LMP3        | 12 | WTM by Rinaldi Racing     | Óscar Tunjo           | 1 min 51 s 267 | + 7 s 014  | 17     |
| 18   | LMP3        | 7  | Nielsen Racing            | Ryan Harper-Ellam     | 1 min 51 s 349 | + 7 s 096  | 18     |
| 19   | LMP2 Pro/Am | 23 | United Autosports USA     | Jim McGuire           | 1 min 51 s 442 | + 7 s 189  | 19     |
| 20   | LMP3        | 13 | Inter Europol Competition | Kai Askey             | 1 min 51 s 530 | + 7 s 277  | 20     |
| 21   | LMP3        | 8  | Team Virage               | Manuel Espirito Sanro | 1 min 51 s 595 | + 7 s 342  | 21     |
| 22   | LMP3        | 17 | Cool Racing               | Marcos Siebert        | 1 min 51 s 676 | + 7 s 423  | 22     |
| 23   | LMP3        | 15 | RLR Msport                | Gael Julien           | 1 min 51 s 755 | + 7 s 502  | 23     |
| 24   | LMP3        | 4  | DKR Engineering           | James Winslow         | 1 min 52 s 039 | + 7 s 786  | 24     |
| 25   | LMP3        | 35 | Ultimate                  | Matthieu Lahaye       | 1 min 52 s 075 | + 7 s 822  | 25     |
| 26   | LMP3        | 11 | EuroInternational         | Adam Ali              | 1 min 52 s 136 | + 7 s 883  | 26     |
| 27   | LMP3        | 31 | Racing Spirit of Léman    | Antoine Doquin        | 1 min 52 s 152 | + 7 s 899  | 27     |
| 28   | LMP3        | 5  | RLR Msport                | Valdemar Eriksen      | 1 min 52 s 743 | + 8 s 490  | 28     |
| 29   | LMGTE       | 77 | Proton Competition        | Christian Ried        | 1 min 56 s 260 | + 12 s 007 | 29     |
| 30   | LMGTE       | 55 | Spirit of Race            | Duncan Cameron        | 1 min 56 s 407 | + 12 s 154 | 30     |
| 31   | LMGTE       | 93 | Proton Competition        | Michael Fassbender    | 1 min 56 s 482 | + 12 s 229 | 31     |
| 32   | LMGTE       | 50 | Formula Racing            | Johnny Laursen        | 1 min 56 s 574 | + 12 s 321 | 32     |
| 33   | LMGTE       | 72 | TF Sport                  | Arnold Robin          | 1 min 56 s 582 | + 12 s 329 | 33     |
| 34   | LMGTE       | 16 | Proton Competition        | Ryan Hardwick         | 1 min 56 s 656 | + 12 s 403 | 34     |
| 35   | LMGTE       | 44 | GMB Motorsport            | Jens Møller           | 1 min 56 s 659 | + 12 s 406 | 35     |
| 36   | LMGTE       | 57 | Kessel Racing             | Takeshi Kimura        | 1 min 56 s 974 | + 12 s 721 | 36     |
| 37   | LMGTE       | 66 | JMW Motorsport            | Martin Berry          | 1 min 57 s 315 | + 13 s 062 | 37     |
| 38   | LMGTE       | 95 | TF Sport                  | John Hartshorne       | 1 min 57 s 517 | + 13 s 264 | 38     |
| 39   | LMGTE       | 51 | AF Corse                  | Kriton Lentoudis      | 1 min 57 s 706 | + 13 s 453 | 39     |
| 40   | LMGTE       | 60 | Iron Lynx                 | Claudio Schiavoni     | 1 min 57 s 790 | + 13 s 537 | 40     |
| 41   | LMP2        | 22 | United Autosports USA     | —                     | —              | —          | 41     |
| DSQ  | LMP3        | 10 | Eurointernational         | Glenn van Berlo (en)  | 1 min 51 s 326 | + 7 s 073  | 42     |

1. ↑  La voiture n°22 de l'écurie United Autosports USA a été autorisé à prendre le départ de la course depuis le fond de la grille bien que celle-ci n'ait pas réalisé de temps au tour. Pour avoir provoqué le drapeau rouge lors de la séance de qualification LMP2, l'équipage a été obligé de commencer la course avec son pilote le plus rapide[4].
2. ↑  La voiture n°10 de l'écurie EuroInternational a été disqualifié de la séance de qualification pour infraction technique. La voiture avait son séparateur 2 milimètre en dessous du minimum fixé par le règlement technique[5].

## Course
Voici le classement final au terme de la course.
- Les vainqueurs de chaque catégorie sont signalés par un fond jauni.
- Pour la colonne Pneus, il faut passer le curseur au-dessus du modèle pour connaître le manufacturier de pneumatiques.

| Pos  | Classe | no | Écurie                    | Pilotes                                                       | Châssis                        | Pneus | Tours | Temps               |
| Pos  | Classe | no | Écurie                    | Pilotes                                                       | Moteur                         | Pneus | Tours | Temps               |
| ---- | ------ | -- | ------------------------- | ------------------------------------------------------------- | ------------------------------ | ----- | ----- | ------------------- |
| 1    | LMP2   | 25 | Algarve Pro Racing        | James Allen Alex Lynn Kyffin Simpson                          | Oreca 07                       | G     | 126   | 4 h 00 min 12 s 680 |
| 1    | LMP2   | 25 | Algarve Pro Racing        | James Allen Alex Lynn Kyffin Simpson                          | Gibson GK428 4,2 l V8 Atmo     | G     | 126   | 4 h 00 min 12 s 680 |
| 2    | LMP2   | 30 | Duqueine Team             | René Binder Neel Jani Nico Pino                               | Oreca 07                       | G     | 126   | + 1 s 078           |
| 2    | LMP2   | 30 | Duqueine Team             | René Binder Neel Jani Nico Pino                               | Gibson GK428 4,2 l V8 Atmo     | G     | 126   | + 1 s 078           |
| 3    | LMP2   | 34 | Racing Team Turkey        | Louis Delétraz Charlie Eastwood Salih Yoluç                   | Oreca 07                       | G     | 126   | + 5 s 691           |
| 3    | LMP2   | 34 | Racing Team Turkey        | Louis Delétraz Charlie Eastwood Salih Yoluç                   | Gibson GK428 4,2 l V8 Atmo     | G     | 126   | + 5 s 691           |
| 4    | LMP2   | 43 | Inter Europol Competition | Rui Andrade Olli Caldwell Jonathan Aberdein                   | Oreca 07                       | G     | 126   | + 5 s 942           |
| 4    | LMP2   | 43 | Inter Europol Competition | Rui Andrade Olli Caldwell Jonathan Aberdein                   | Gibson GK428 4,2 l V8 Atmo     | G     | 126   | + 5 s 942           |
| 5    | LMP2   | 47 | Cool Racing               | Reshad de Gerus Vladislav Lomko José María López              | Oreca 07                       | G     | 126   | + 11 s 012          |
| 5    | LMP2   | 47 | Cool Racing               | Reshad de Gerus Vladislav Lomko José María López              | Gibson GK428 4,2 l V8 Atmo     | G     | 126   | + 11 s 012          |
| 6    | LMP2   | 28 | IDEC Sport                | Paul-Loup Chatin Laurents Hörr Paul Lafargue                  | Oreca 07                       | G     | 126   | + 34 s 332          |
| 6    | LMP2   | 28 | IDEC Sport                | Paul-Loup Chatin Laurents Hörr Paul Lafargue                  | Gibson GK428 4,2 l V8 Atmo     | G     | 126   | + 34 s 332          |
| 7    | LMP2   | 37 | Cool Racing               | Alexandre Coigny Malthe Jakobsen Nicolas Lapierre             | Oreca 07                       | G     | 126   | + 38 s 343          |
| 7    | LMP2   | 37 | Cool Racing               | Alexandre Coigny Malthe Jakobsen Nicolas Lapierre             | Gibson GK428 4,2 l V8 Atmo     | G     | 126   | + 38 s 343          |
| 8    | LMP2   | 65 | Panis Racing              | Tijmen van der Helm Manuel Maldonado Job van Uitert           | Oreca 07                       | G     | 126   | + 38 s 873          |
| 8    | LMP2   | 65 | Panis Racing              | Tijmen van der Helm Manuel Maldonado Job van Uitert           | Gibson GK428 4,2 l V8 Atmo     | G     | 126   | + 38 s 873          |
| 9    | LMP2   | 83 | AF Corse                  | Ben Barnicoat François Perrodo Matthieu Vaxiviere             | Oreca 07                       | G     | 126   | + 1 min 09 s 632    |
| 9    | LMP2   | 83 | AF Corse                  | Ben Barnicoat François Perrodo Matthieu Vaxiviere             | Gibson GK428 4,2 l V8 Atmo     | G     | 126   | + 1 min 09 s 632    |
| 10   | LMP2   | 24 | Nielsen Racing            | Mathias Beche Ben Hanley Rodrigo Sales                        | Oreca 07                       | G     | 126   | + 1 min 28 s 022    |
| 10   | LMP2   | 24 | Nielsen Racing            | Mathias Beche Ben Hanley Rodrigo Sales                        | Gibson GK428 4,2 l V8 Atmo     | G     | 126   | + 1 min 28 s 022    |
| 11   | LMP2   | 21 | United Autosports USA     | Andy Meyrick Nelson Piquet Jr Daniel Schneider                | Oreca 07                       | G     | 126   | + 1 min 28 s 123    |
| 11   | LMP2   | 21 | United Autosports USA     | Andy Meyrick Nelson Piquet Jr Daniel Schneider                | Gibson GK428 4,2 l V8 Atmo     | G     | 126   | + 1 min 28 s 123    |
| 12   | LMP2   | 22 | United Autosports USA     | Phil Hanson Oliver Jarvis Marino Sato                         | Oreca 07                       | G     | 126   | + 1 min 30 s 023    |
| 12   | LMP2   | 22 | United Autosports USA     | Phil Hanson Oliver Jarvis Marino Sato                         | Gibson GK428 4,2 l V8 Atmo     | G     | 126   | + 1 min 30 s 023    |
| 13   | LMP2   | 99 | Proton Competition        | Gianmaria Bruni Jonas Ried Giorgio Roda                       | Oreca 07                       | G     | 125   | + 1 tour            |
| 13   | LMP2   | 99 | Proton Competition        | Gianmaria Bruni Jonas Ried Giorgio Roda                       | Gibson GK428 4,2 l V8 Atmo     | G     | 125   | + 1 tour            |
| 14   | LMP2   | 81 | DragonSpeed USA           | Henrik Hedman Juan Pablo Montoya Sebastián Montoya            | Oreca 07                       | G     | 125   | + 1 tour            |
| 14   | LMP2   | 81 | DragonSpeed USA           | Henrik Hedman Juan Pablo Montoya Sebastián Montoya            | Gibson GK428 4,2 l V8 Atmo     | G     | 125   | + 1 tour            |
| 15   | LMP2   | 20 | Algarve Pro Racing        | Jack Hawksworth Fred Poordad (de) Tristan Vautier             | Oreca 07                       | G     | 124   | + 2 tours           |
| 15   | LMP2   | 20 | Algarve Pro Racing        | Jack Hawksworth Fred Poordad (de) Tristan Vautier             | Gibson GK428 4,2 l V8 Atmo     | G     | 124   | + 2 tours           |
| 16   | LMP2   | 3  | DKR Engineering           | Sebastián Álvarez (en) Nathanaël Berthon Tom van Rompuy       | Oreca 07                       | G     | 124   | + 2 tours           |
| 16   | LMP2   | 3  | DKR Engineering           | Sebastián Álvarez (en) Nathanaël Berthon Tom van Rompuy       | Gibson GK428 4,2 l V8 Atmo     | G     | 124   | + 2 tours           |
| 17   | LMP2   | 23 | United Autosports USA     | Paul di Resta Jim McGuire Guy Smith                           | Oreca 07                       | G     | 123   | + 3 tours           |
| 17   | LMP2   | 23 | United Autosports USA     | Paul di Resta Jim McGuire Guy Smith                           | Gibson GK428 4,2 l V8 Atmo     | G     | 123   | + 3 tours           |
| 18   | LMP3   | 31 | Racing Spirit of Léman    | Jacques Wolff Jean-Ludovic Foubert Antoine Doquin             | Ligier JS P320                 | M     | 120   | + 6 tours           |
| 18   | LMP3   | 31 | Racing Spirit of Léman    | Jacques Wolff Jean-Ludovic Foubert Antoine Doquin             | Nissan VK56 5,6 l V8 Atmo      | M     | 120   | + 6 tours           |
| 19   | LMP3   | 12 | WTM by Rinaldi Racing     | Torsten Kratz Leonard Weiss Óscar Tunjo                       | Duqueine M30 - D08             | M     | 120   | + 6 tours           |
| 19   | LMP3   | 12 | WTM by Rinaldi Racing     | Torsten Kratz Leonard Weiss Óscar Tunjo                       | Nissan VK56 5,6 l V8 Atmo      | M     | 120   | + 6 tours           |
| 20   | LMP3   | 17 | Cool Racing               | Adrien Chila Alex García (en) Marcos Siebert                  | Ligier JS P320                 | M     | 120   | + 6 tours           |
| 20   | LMP3   | 17 | Cool Racing               | Adrien Chila Alex García (en) Marcos Siebert                  | Nissan VK56 5,6 l V8 Atmo      | M     | 120   | + 6 tours           |
| 21   | LMP3   | 15 | RLR Msport                | Horst Felbermayr, Jr. Gael Julien Mateusz Kaprzyk             | Ligier JS P320                 | M     | 120   | + 6 tours           |
| 21   | LMP3   | 15 | RLR Msport                | Horst Felbermayr, Jr. Gael Julien Mateusz Kaprzyk             | Nissan VK56 5,6 l V8 Atmo      | M     | 120   | + 6 tours           |
| 22   | LMP3   | 4  | DKR Engineering           | Alexander Bukhantsov Pedro Perino James Winslow               | Duqueine M30 - D08             | M     | 120   | + 6 tours           |
| 22   | LMP3   | 4  | DKR Engineering           | Alexander Bukhantsov Pedro Perino James Winslow               | Nissan VK56 5,6 l V8 Atmo      | M     | 120   | + 6 tours           |
| 23   | LMP3   | 13 | Inter Europol Competition | Kai Askey Wyatt Brichacek (en) Miguel Cristóvão               | Ligier JS P320                 | M     | 119   | + 7 tours           |
| 23   | LMP3   | 13 | Inter Europol Competition | Kai Askey Wyatt Brichacek (en) Miguel Cristóvão               | Nissan VK56 5,6 l V8 Atmo      | M     | 119   | + 7 tours           |
| 24   | LMP3   | 11 | EuroInternational         | Adam Ali Matthew Richard Bell                                 | Ligier JS P320                 | M     | 119   | + 7 tours           |
| 24   | LMP3   | 11 | EuroInternational         | Adam Ali Matthew Richard Bell                                 | Nissan VK56 5,6 l V8 Atmo      | M     | 119   | + 7 tours           |
| 25   | LMP3   | 8  | Team Virage               | Manuel Espirito Sanro Nick Adcock Michael Jensen              | Ligier JS P320                 | M     | 119   | + 7 tours           |
| 25   | LMP3   | 8  | Team Virage               | Manuel Espirito Sanro Nick Adcock Michael Jensen              | Nissan VK56 5,6 l V8 Atmo      | M     | 119   | + 7 tours           |
| 26   | LMP3   | 5  | RLR Msport                | James Dayson Valdemar Eriksen Jack Manchester                 | Ligier JS P320                 | M     | 119   | + 7 tours           |
| 26   | LMP3   | 5  | RLR Msport                | James Dayson Valdemar Eriksen Jack Manchester                 | Nissan VK56 5,6 l V8 Atmo      | M     | 119   | + 7 tours           |
| 27   | LMP3   | 10 | EuroInternational         | Matthias Lüthen (en) Glenn van Berlo (en)                     | Ligier JS P320                 | M     | 118   | + 8 tours           |
| 27   | LMP3   | 10 | EuroInternational         | Matthias Lüthen (en) Glenn van Berlo (en)                     | Nissan VK56 5,6 l V8 Atmo      | M     | 118   | + 8 tours           |
| 28   | LMP3   | 7  | Nielsen Racing            | Ryan Harper-Ellam Anthony Wells                               | Ligier JS P320                 | M     | 118   | + 8 tours           |
| 28   | LMP3   | 7  | Nielsen Racing            | Ryan Harper-Ellam Anthony Wells                               | Nissan VK56 5,6 l V8 Atmo      | M     | 118   | + 8 tours           |
| 29   | LMGTE  | 77 | Proton Competition        | Christian Ried Giammarco Levorato Julien Andlauer             | Porsche 911 RSR-19             | G     | 118   | + 8 tours           |
| 29   | LMGTE  | 77 | Proton Competition        | Christian Ried Giammarco Levorato Julien Andlauer             | Porsche 4,2 l Flat-6 Atmo      | G     | 118   | + 8 tours           |
| 30   | LMGTE  | 60 | Iron Lynx                 | Matteo Cairoli Matteo Cressoni Claudio Schiavoni              | Porsche 911 RSR-19             | G     | 118   | + 8 tours           |
| 30   | LMGTE  | 60 | Iron Lynx                 | Matteo Cairoli Matteo Cressoni Claudio Schiavoni              | Porsche 4,2 l Flat-6 Atmo      | G     | 118   | + 8 tours           |
| 31   | LMGTE  | 95 | TF Sport                  | Jonathan Adam John Hartshorne Ben Tuck                        | Aston Martin Vantage AMR       | G     | 117   | + 9 tours           |
| 31   | LMGTE  | 95 | TF Sport                  | Jonathan Adam John Hartshorne Ben Tuck                        | Aston Martin 4,0 l V8 Bi-Turbo | G     | 117   | + 9 tours           |
| 32   | LMGTE  | 57 | Kessel Racing             | Gregory Huffaker Takeshi Kimura Frederik Schandorff           | Ferrari 488 GTE Evo            | G     | 117   | + 9 tours           |
| 32   | LMGTE  | 57 | Kessel Racing             | Gregory Huffaker Takeshi Kimura Frederik Schandorff           | Ferrari F154CB 3,9 l V8 Turbo  | G     | 117   | + 9 tours           |
| 33   | LMGTE  | 55 | Spirit of Race            | Duncan Cameron Matthew Griffin David Perel                    | Ferrari 488 GTE Evo            | G     | 117   | + 9 tours           |
| 33   | LMGTE  | 55 | Spirit of Race            | Duncan Cameron Matthew Griffin David Perel                    | Ferrari F154CB 3,9 l V8 Turbo  | G     | 117   | + 9 tours           |
| 34   | LMGTE  | 66 | JMW Motorsport            | Martin Berry Lorcan Hanafin Jon Lancaster                     | Ferrari 488 GTE Evo            | G     | 117   | + 9 tours           |
| 34   | LMGTE  | 66 | JMW Motorsport            | Martin Berry Lorcan Hanafin Jon Lancaster                     | Ferrari F154CB 3,9 l V8 Turbo  | G     | 117   | + 9 tours           |
| 35   | LMGTE  | 72 | TF Sport                  | Valentin Hasse-Clot Arnold Robin Maxime Robin (de)            | Aston Martin Vantage AMR       | G     | 117   | + 9 tours           |
| 35   | LMGTE  | 72 | TF Sport                  | Valentin Hasse-Clot Arnold Robin Maxime Robin (de)            | Aston Martin 4,0 l V8 Bi-Turbo | G     | 117   | + 9 tours           |
| 36   | LMGTE  | 50 | Formula Racing            | Conrad Laursen Johnny Laursen Nicklas Nielsen                 | Ferrari 488 GTE Evo            | G     | 117   | + 9 tours           |
| 36   | LMGTE  | 50 | Formula Racing            | Conrad Laursen Johnny Laursen Nicklas Nielsen                 | Ferrari F154CB 3,9 l V8 Turbo  | G     | 117   | + 9 tours           |
| 37   | LMGTE  | 16 | Proton Competition        | Ryan Hardwick Alessio Picariello Zacharie Robichon            | Porsche 911 RSR-19             | G     | 117   | + 9 tours           |
| 37   | LMGTE  | 16 | Proton Competition        | Ryan Hardwick Alessio Picariello Zacharie Robichon            | Porsche 4,2 l Flat-6 Atmo      | G     | 117   | + 9 tours           |
| 38   | LMGTE  | 93 | Proton Competition        | Michael Fassbender Richard Lietz Martin Rump                  | Porsche 911 RSR-19             | G     | 117   | + 9 tours           |
| 38   | LMGTE  | 93 | Proton Competition        | Michael Fassbender Richard Lietz Martin Rump                  | Porsche 4,2 l Flat-6 Atmo      | G     | 117   | + 9 tours           |
| 39   | LMGTE  | 51 | AF Corse                  | Rui Águas Kriton Lentoudis Ulysse de Pauw (en)                | Ferrari 488 GTE Evo            | G     | 116   | + 10 tours          |
| 39   | LMGTE  | 51 | AF Corse                  | Rui Águas Kriton Lentoudis Ulysse de Pauw (en)                | Ferrari F154CB 3,9 l V8 Turbo  | G     | 116   | + 10 tours          |
| 40   | LMGTE  | 44 | GMB Motorsport            | Gustav Birch Jens Møller Nicki Thiim                          | Aston Martin Vantage AMR       | G     | 115   | + 11 tours          |
| 40   | LMGTE  | 44 | GMB Motorsport            | Gustav Birch Jens Møller Nicki Thiim                          | Aston Martin 4,0 l V8 Bi-Turbo | G     | 115   | + 11 tours          |
| 41   | LMP3   | 35 | Ultimate                  | Éric Trouillet (de) Jean-Baptiste Lahaye (de) Matthieu Lahaye | Ligier JS P320                 | M     | 109   | + 17 tours          |
| 41   | LMP3   | 35 | Ultimate                  | Éric Trouillet (de) Jean-Baptiste Lahaye (de) Matthieu Lahaye | Nissan VK56 5,6 l V8 Atmo      | M     | 109   | + 17 tours          |
| N.c. | LMP2   | 19 | Team Virage               | Alexander Mattschull Ian Rodríguez (en) Tatiana Calderón      | Oreca 07                       | G     | 125   |                     |
| N.c. | LMP2   | 19 | Team Virage               | Alexander Mattschull Ian Rodríguez (en) Tatiana Calderón      | Gibson GK428 4,2 l V8 Atmo     | G     | 125   |                     |

## Pole position et record du tour
- Pole position :  José María López (#47 Cool Racing) en 1 min 44 s 253
- Meilleur tour en course :  Kyffin Simpson (#25 Algarve Pro Racing) en 1 min 45 s 002

## Tours en tête
- no 47 Oreca 07 - Cool Racing :  39 tours (1-20 / 22-40)[7]
- no 25 Oreca 07 - Algarve Pro Racing :  50 tours (21 / 41-67 / 71-85 / 106-107 / 123-126)
- no 65 Oreca 07 - Panis Racing :  4 tours (68-70 / 88)
- no 28 Oreca 07 - IDEC Sport :  8 tours (86-87 / 104-105 / 108-112)
- no 30 Oreca 07 - Duqueine Team :  15 tours (89-103)
- no 34 Oreca 07 - Racing Team Turkey :  10 tours (113-122)

## À noter
- Longueur du circuit : 5,771 km
- Distance parcourue par les vainqueurs : 727,146 km